# 使用者空間
在作業系統中，虛擬記憶體通常會被分成使用者空間（英語：User space，又譯為用戶空間），與核心空間（英語：Kernel space，又譯為內核空間）這兩個區段。
這是記憶體保護機制中的一環。內核、核心擴充（kernel extensions）、以及驅動程式，運行在核心空間上。而其他的應用程式，則運行在使用者空間上。所有運行在使用者空間的應用程式，都被統稱為用戶級（userland）。

## 外部連結
- Linux Kernel Space 定義 （页面存档备份，存于）